# Wallidan FC
Wallidan Bandżul – gambijski klub piłkarski mający siedzibę w stolicy kraju, Bandżulu. Drużyna obecnie występuje w 1. lidze. Jest to najbardziej utytułowany klub w Gambii.

## Sukcesy
- Mistrzostwo Gambii (15 razy): 1970, 1971, 1974, 1976, 1977, 1979, 1985, 1988, 1992, 1995, 2001, 2002, 2004, 2005, 2008
- Puchar Gambii (16 razy): 1976, 1978, 1981, 1984, 1986, 1987, 1991, 1993, 1996, 1998, 1999, 2001, 2002, 2003, 2004, 2008
- Ćwierćfinalista Afrykańskiego Pucharu Zdobywców Pucharów: 1988